# Cincinnati Observatory
Das Cincinnati Observatory befindet sich in Cincinnati, Ohio (USA) auf dem Mount Lookout. Es besteht aus zwei Observatoriumsgebäuden, in denen sich Refraktoren mit Öffnungen von 11 Zoll (28 cm) und 16 Zoll (41 cm) befinden. Es ist das älteste professionelle Observatorium in den Vereinigten Staaten. Es war eine wichtige Einrichtung für astronomische Forschung und Lehre an der Universität von Cincinnati und dient derzeit als Observatorium aus dem 19. Jahrhundert. Es gibt regelmäßige Besichtigungen von historischen Teleskopen als auch Führungen und zusätzliche Programme. Das Observatorium verfügt auch über ein umfangreiches Kontaktprogramm, das astronomische Ausbildung für die Region Ohio / Kentucky / Indiana bietet.
Das Observatorium ist Teil des historischen Viertels von Cincinnati.

## Geschichte

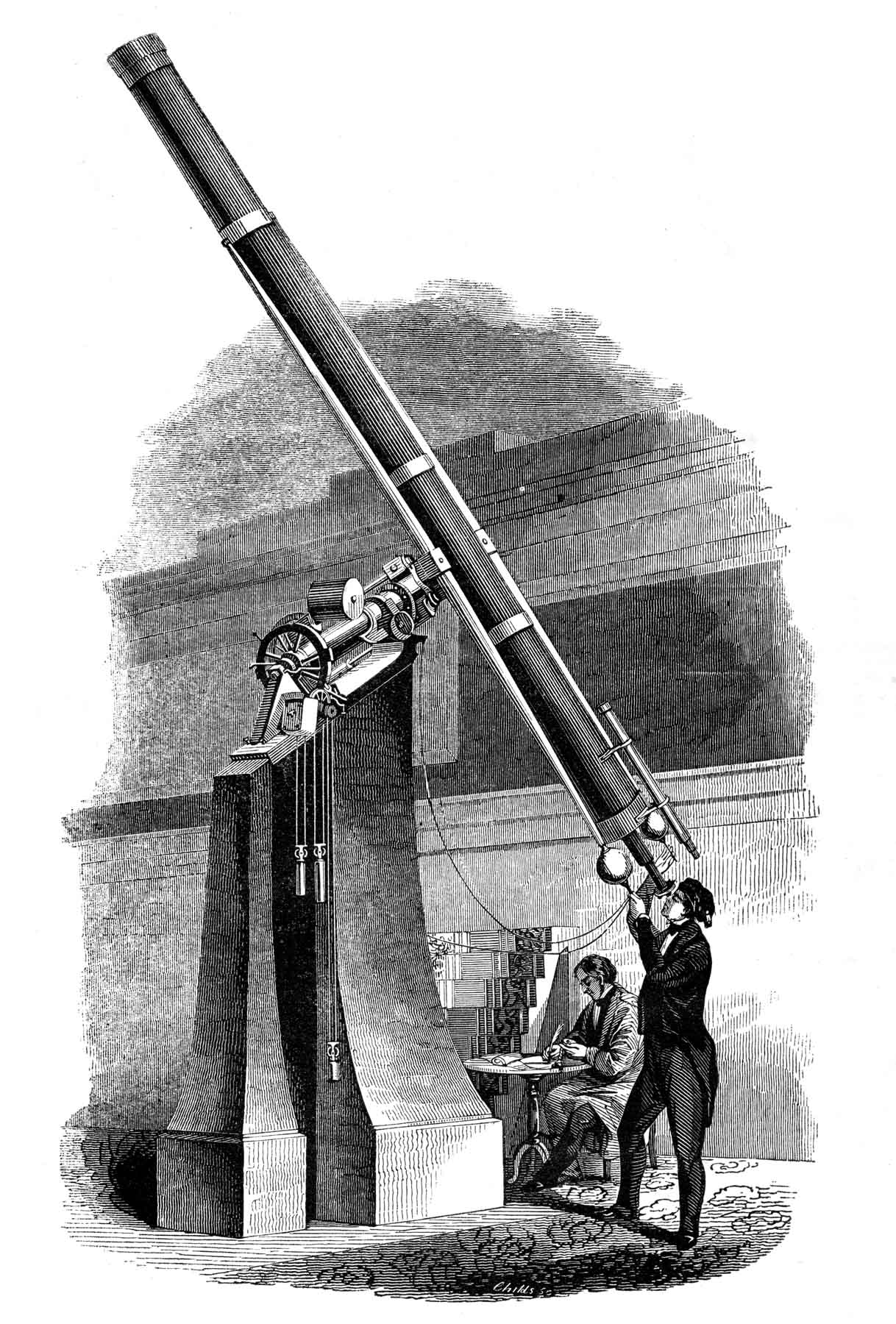
Illustration des 11-Zoll-„Merz and Mahler“-Refraktors

Das Cincinnati Observatory wurde von Ormsby M. Mitchel auf dem Gipfel des Mount Ida erbaut, einem Hügel mit Blick auf die Innenstadt von Cincinnati. Nicholas Longworth spendete zu diesem Zweck 1,6 ha Land. Das Kloster und die Kapelle des Heiligen Kreuzes stehen heute an dieser Stelle. Der Grundstein wurde am 9. November 1843 gelegt, und der Vorsitzende war der frühere Präsident John Quincy Adams mit einer Empfehlung von Richter Jacob Burnet. Mit 77 Jahren sollte es seine letzte öffentliche Rede sein, und Mount Ida wurde zu seinen Ehren in Mount Adams umbenannt.
Der Merz-Refraktor war Anfang der 1840er Jahre das größte Teleskop in den USA.
1871 wurde das Observatorium der Universität von Cincinnati angegliedert und 1873 vom Mt. Adams zum Mt. Lookout verschoben, um dem Rauch und Schmutz der Stadt zu entkommen, auf welchem das Observatorium noch heute steht. Der Boden, auf dem es steht, wurde der Stadt 1872 von John Kilgour geschenkt. Im Mitchell Building befindet sich das ursprüngliche Teleskop aus dem Observatorium von Mount Adams. Das Gebäude von 1873 wurde von der Firma des Cincinnati-Architekten Samuel Hannaford erbaut. 1998 wurde das Observatorium zum Nationalen Historischen Wahrzeichen erklärt.
Der Asteroid (1373) Cincinnati wurde zu Ehren des Observatoriums benannt.

## Instrumente
- Der Merz-und-Mahler-11-Zoll-Refraktor von 1845 – Untergebracht im „Mitchell Building“. Möglicherweise das älteste kontinuierlich verwendete Teleskop der Welt. Es wird derzeit für öffentliche Bildungsprogramme verwendet.
- Der 16-Zoll-Refraktor von Alvan Clark & Sons aus dem Jahr 1904 – im „Herget Building“ untergebracht. Wird in öffentlichen Bildungsprogrammen und in der Hochschulforschung verwendet.